# Deborah Toniolo
Deborah Toniolo (* 24. April 1977 in Schio) ist eine italienische Marathonläuferin.
2003 gewann sie bei einem Preisausschreiben einen Startplatz für den New-York-City-Marathon und belegte dort bei ihrem Debüt über die 42,195-km-Distanz den 19. Platz.
2004 wurde sie Dritte beim Mailand-Marathon. Im Jahr darauf kam sie bei den Halbmarathon-Weltmeisterschaften in Edmonton auf den 23. Platz.
2006 siegte sie beim Treviso-Marathon und erzielte auf dem wegen seines Gefälles nicht bestenlistentauglichen Kurs eine Zeit von 2:28:31 h. Bei den Leichtathletik-Europameisterschaften in Göteborg wurde sie Siebte. 2007 wurde sie Vierte bei der Stramilano und lief bei den Leichtathletik-Weltmeisterschaften 2007 in Osaka auf Rang 26 ein.
Nach einem dritten Platz bei der Maratona di Sant’Antonio 2009 wurde sie für die EM 2010 in Barcelona nominiert, bei denen sie Zwölfte wurde. 2011 gewann sie den Halbmarathonbewerb des Brescia-Marathons.
Deborah Toniolo ist 1,61 m groß und wiegt 48 kg. Sie wird von Massimo Magnani trainiert und ist seit 2005 beim Staatlichen Forstkorps angestellt.

## Persönliche Bestzeiten
- 10.000 m: 33:46,51 min,	22. Mai 2005, Vigna di Valle
- Halbmarathon: 1:12:14 h, 1. April 2007, Mailand
- Marathon: 2:31:20 h, 26. April 2009, Padua